# Pierre Durand (guitariste)
Pour les articles homonymes, voir Pierre Durand et Durand.
Pierre Durand, né le 5 mai 1974, est un guitariste de jazz, compositeur, arrangeur et professeur de musique français.

## Biographie
Pierre Durand est guitariste et compositeur de jazz.
Il étudie au Conservatoire national supérieur de musique et de danse de Paris, section jazz et musiques improvisées (Prix de conservatoire 2003),.
Il se produit en solo, avec son groupe "Roots Quartet".
Il codirige un hommage à Ali Farka Touré avec Joce Mienniel, compose et joue avec Marine Bercot.
Il se produit avec le metteur Joël Jouanneau, mettant en musique Faulkner, Michaux, Cendrars[réf. nécessaire].
Il collabore avec Archie Shepp, Famoudou Don Moye (en), Daniel Humair, Amina Claudine Myers, Daniel Zimmermann, ONJ,  Airelle Besson, Raphael Imbert, Anne Paceo, Joël Jouanneau, Marine Bercot, Joce Mienniel.
Pierre Durand enseigne le jazz, au conservatoire du XXe arrondissement de Paris (Bizet) ainsi qu'à des enfants et adolescents issus d'établissements du réseau d’éducation prioritaire. Il est également professeur de guitare au Pôle Supérieur Paris Boulogne-Billancourt.
Il se produit régulièrement en prison et en milieu hospitalier.

## Albums

### Leader
- 2012 : Chapter One: NOLA improvisations (Les Disques de Lily 842599 / Socadisc)[5],[6]
- 2016 : Chapter Two: ¡Libertad! (Les disques de Lily 67 / Socadisc 843213)[7]
- 2022/2023 : Chapter Three : The End & The Beginning (Les disques de Lily / Socadisc)

### Co-leader
- 2021 : Marine Bercot[8] , Ravi(e)s

### Albums (participations)
- 1998 : Giovanni Mirabassi, Architectures (Sketch Records)
- 2002 : Greg Szlap, La part du diable (Night and Day/Le souffle du blues SB002)[9]
- 2004 : Marine Bercot, Les Amants (Chant du Monde/J'entends Le Soleil JELS 001)[10]
- 2004 : À Suivre X'tet Bruno Régnier, Variations Altérées (Yolk Records J2016)[11]
- 2005 : Richard Turegano Quintet, Bilan de santé (Visages)
- 2006 : B.O du film Changement d'adresse d'Emmanuel Mouret, musique de Franck Sforza
- 2007 : Marine Bercot, Ma Langue au chat (Le Chant du Monde) (OCLC 693456414)
- 2007 : David Patrois, Il Sogno di Diego (Cristal Records)
- 2007 : Airelle Besson, Sylvain Rifflet, Rocking Chair (Chief Inspector) Djangodor Premier album 2007
- 2008 : Ciné X'tet Bruno Régnier, Sherlock Jr. musique pour le film de Buster Keaton (avril 2007, Jazz à Tout Va Productions JATV 05 04) (OCLC 843182493)
- 2008 : Ciné X'tet Bruno Régnier, Steamboat Bill Jr. musique pour le film de Buster Keaton (Jazz à Tout Va Productions)
- 2009 : Ciné X'tet Bruno Régnier, The Mark of Zorro musique d'accompagnement pour le film avec Douglas Fairbanks (Jazz à Tout Va Productions JATV 05 05) (OCLC 843182494)
- 2012 : Claudio Pallaro, Desert Dance (Pallaro Records)
- 2012 : David Patrois, Freedom Jazz Dance (Arts et Spectacles)
- 2012 : Ensemble X'tet Bruno Régnier, Mikrokosmos, Créatures (concert, 25-26 novembre 2011 Jazz à tout va Productions JATV 05 07) (OCLC 843182490)
- 2013 : François Cotinaud, Topologie d'un manège (mai 2013, Musivi GW3163) (OCLC 887458706)
- 2014 : Sylvain Cathala, Live au Sunset (25 septembre 2013, Connexe Records CR-002) (OCLC 894368829)
- 2015 : Archie Shepp, Attica Blues Orchestra, I Hear The Sound (concerts, septembre 2012/juin 2013, Archieball) (OCLC 867050983), sélectionné aux Grammy Awards
- 2016 : Daniel Zimmermann, Montagnes Russes (Label Bleu) (OCLC 1090383222)
- 2016 : Sébastien Texier, Dreamers Quartet (2015, Cristal Records CR 240) (OCLC 1053838243)
- 2016 : Pierre Durand, François Chesnel, David Georgelet, The Rich And The Poor (concert, 14 septembre 2015, Prado Records)[12]
- 2018 : Raphael Imbert, Music is my hope (Jazz Village) (OCLC 1041424002), album inclassable Victoires du Jazz
- 2019 : Céline Bonacina, Fly Fly (Crystal Records)
- 2020 : ONJ, Dancing in you Head (Ornette Coleman Galaxy), Victoire d'honneur Jazz pour l'ONJ
- 2020 : Trio Didier Ithursarry, ATEA (2019, LagunArte LP 06)[13]
- 2022 : Daniel Zimmermann, L'homme à tête de chou in Uruguay : variations sur la musique de Serge Gainsbourg (Label Bleu)[14]

## Prix
Il obtient plusieurs prix lors du Défense Jazz Festival :
- 2002 : prix de groupe avec Le Grand Rateau de Jérôme Rateau[réf. nécessaire]
- 2003 : prix de groupe avec Rockingchair Quintet de Sylvain Rifflet et Airelle Besson, Djangodor 2005
- 2005 : prix de Groupe et de Composition avec le « Roots Quartet»[6],[15].